# Драган Здравковић
Драган Здравковић (Сењски Рудник, 16. децембар 1959) бивши је српски атлетичар, специјалиста на трке на средњим пругама. 

## Каријера
Тренирао је фудбал у Морави из Ћуприје око пола године, када је 1975. на час физичког дошао тренер Аца Петровић и предложио му да почне да тренира атлетику.
Прва трка била му је учешће на Кросу Србије за млађе јуниоре, освојио је осмо место. Године 1977. трчао је 30 пута и 16 пута био први. Ушао је у репрезентацију Србије на 3.000 метара, а имао је и једно учешће у сениорској репрезентацији Србије. На Првенству Србије за јуниоре био је трећи на 1.500 и други на 3.000 метара. Дана 18. марта 1979. био је првак Балкана у кросу за млађе сениоре. Исте сезоне, 10. јула поставио је у Београду сениорски рекорд са 3:38,0 и био други на међународном митингу одржаном на Партизановом стадиону.
У трци на 1500 метара освојио је сребрну медаљу на Медитеранским играма у Сплиту 1979. У овој дисциплини, изузев Шпанца Хозеа Абаскала, побеђивао је све најбоље атлетичаре света свог доба. На Олимпијади у Москви 1980. године био је девети. Највећи успех остварио је освајањем златне медаље на дворанском првенству Европе у Будимпешти 1983. на 3000 метара. Исте године на великом митингу у Ослу је истрчао и трку каријере. Деоницу од 3.000 метара прешао је за 7:40,49. Био је то најбољи резултат на свету тог тренутка. Победио је 15. јула 1983. Себастијана Коуа из Енглеске, светског рекордера на 800 и олимпијског победника на 1.500 метара, на стадиону Кристал палас у Лондону. Није учествовао на Олимпијским играма 1984. у Лос Анђелесу због несугласица са Атлетским савезом Југославије, који је имао уговор за спортску опрему са Адидасом, а Здравковић је имао уговор са компанијом Тајгер. Руководство Олимпијског комитета Југославије је донело одлуку да га врати са Олимпијских игара, а поред њега су враћени Владимир Милић и Ненад Стекић. Након тога га је задесио пех са повредама. Због неадекватне операције колена, каријеру је завршио у 27-ој години.
Укључио се у рад Атлетског савеза Ћуприје, остао је у атлетици да ради као тренер.

## Значајнији резултати
| Година | Такмичење                    | Локација   | Место | Дисциплина | Резултат |
| ------ | ---------------------------- | ---------- | ----- | ---------- | -------- |
| 1979   | Медитеранске игре            | Сплит      | 2     | 1500 м     | 3:41.22  |
| 1980   | Олимпијске игре              | Москва     | 9     | 1500 м     |          |
| 1982   | Европско првенство           | Атина      | 9     | 1500 м     | 3:42.44  |
| 1983   | Европско првенство у дворани | Будимпешта | 1     | 3000 м     |          |
| 1983   | Светско првенство            | Хелсинки   | 8     | 1500 м     |          |
| 1985   | Универзијада                 | Кобе       | 3     | 1500 м     | 3:46.78  |